# سياتل مارينرز
فريق سياتل مارينرز (بالإنجليزية: Seattle Mariners)‏ هو فريق كرة قاعدة أمريكي مقره في مدينة سياتل في ولاية واشنطن. وينافس في دوري كرة القاعدة الرئيسي (م ل ب) في القسم الغربي من الدوري الأمريكي. ويلعب الفريق المباريات على أرضه في ملعب سافيكو فيلد.
تأسس مارينرز نتيجة لدعوى قضائية في عام 1970، في أعقاب صفقة بيع فريق سياتل بايلوتس وقيام مالكه الجديد بنقله إلى مدينة ميلووكي باسم ميلاووكي بريورز، ومن ثم قيام مدينة سياتل وولاية واشنطن (يمثلها المدعي العام للولاية آنذاك والسيناتور الأمريكي لاحقا سليد غورتون) برفع دعوى قضائية ضد الدوري الأمريكي بحجة خرق العقد.  تم اختيار اسم «مارينرز» من قبل مسؤولي النادي في أغسطس 1976 من بين أكثر من 600 اسم قدمها 15000 مشارك في مسابقة تسمية الفريق.
لعب مارينرز مباراتهم الأولى في 6 أبريل 1977، تم بيع مارينرز لرجل الأعمال في كاليفورنيا جورج أرجيروس ، الذي باع بدوره الفريق إلى جيف سموليان في عام 1989 ، ثم لشركة نينتندو الأمريكية في عام 1992.
أنهى نادي مارينرز عام 2001 متصدرًا دوري البيسبول الرئيسي في نسبة الفوز طوال مدة الموسم والفوز ببطولة دوري القسم الغربي من الدوري الأمريكي.

## وصلات خارجية
- سياتل مارينرز على موقع IMDb (الإنجليزية)
- سياتل مارينرز على موقع الموسوعة البريطانية (الإنجليزية)